# ザ・ベストホテル
『ザ・ベストホテル』（The Besthotel）は、BS-TBSで放送されている紀行番組である。

## 番組概要
世界中の優雅で洗練された高級ホテルの全容を詳しく紹介する。

## 登場したホテル
- 207「ザ・ペニンシュラ東京」
- 208「シャングリ・ラ ホテル 東京」
- 209「マンダリン・オリエンタルホテル東京」
- 210「マリーナベイ・サンズ」
- 211「ラッフルズホテル」
- 212「ザ・リッツ・カールトン ミレニア シンガポール」
- 213「マンダリン・オリエンタル・シンガポール」
- 214「アル・マハ・デザート・リゾート＆スパ」
- 215「バージュ・アル・アラブ」
- 216「グランド・ハイアット・ドバイ」
- 217「ザ・リッツカールトン・ドバイ」
- 218「ハイアットリージェンシーサイパン」
- 219「アクアリゾートクラブサイパン」
- 220「ホテルニッコーグアム」
- 221「ハイアットリージェンシーグアム」
- 222「トランプ・インターナショナルホテル・ワイキキ・ビーチウォーク」
- 223「モアナ・サーフライダー・ウェスティン・リゾート＆スパ」
- 224「ロイヤル・ハワイアン」
- 225「アウラニ・ディズニー・リゾート＆スパ　コオリナ・ハワイ」
- 226「ドバイ・ワン＆オンリー・ザ・パーム」
- 227「マディナ・ジュメイラ」
- 228「ル・トゥエスロック＆ロングビーチ」
- 229「ワン＆オンリー・ル・サンジェラン」
- 230「アブダビ・エミレーツパレス」
- 231「デザートアイランド・リゾート＆スパ　バイ　アナンタラ」
- 232「カスール・アル・サラブ　デザートリゾート　バイ　アナンタラ」
- 233「イースタン・マングローブ・ホテル＆スパ　アブダビ　バイ　アナンタラ」
- 234「セントレジス・プリンスヴィル・リゾート」
- 235「ウェスティン　プリンスヴィル　オーシャンリゾートヴィラ」
- 236「シェラトン・カウアイ・リゾート」
- 237「コア・ケア・ホテル＆リゾート」
- 238「ブルガリ　ホテルズ＆リゾーツ＆・バリ」
- 239「アヤナ　リゾート・アンド・スパ　バリ」
- 240「ザ ストーンズ ホテル レギャン バリ オートグラフ コレクション」
- 241「ザ・ムンジャンガン」
- 242「ザ・フェアモント　オーキッド」
- 243「マウナケア・ビーチホテル」
- 244「ザ・カハラ・ホテル&リゾート」
- 245「ザ・モダン　ホノルル」
- 246「ザ・リッツ・カールトン香港」
- 247「アイランド　シャングリ・ラ香港」
- 248「ギャラクシーホテル・マカオ」
- 249「ホテル・オークラ　マカオ」
- 250「ザ・ムリア、ムリアリゾート＆ヴィラス　ヌサドゥアーバリ」
- 251「ザ・バレ」
- 252「ザ・ロイヤル・ピタマハ」
- 253「アイズ・スミニャック」
- 254「シェラトン　モルディブ　フルムーン　リゾート＆スパ」
- 255「コンスタンス・ハラヴェリ・モルディブ」
- 256「Ｗリトリート＆スパ　モルディブ」
- 257「ジタリ リゾート アンド スパ クダフナファル」
- 258「ハイアット・リージェンシー・サイパン」
- 259「アクア・リゾート・クラブ・サイパン」
- 260「パシフィック　アイランド　クラブリゾーツ　サイパン」
- 261「マリアナリゾート＆スパ」
- 262「リンバ　ジンバラン　バリ」
- 263「セントレジス・バリ リゾート」
- 264「フォーシーズンズ　リゾート　バリ　アット　サヤン」
- 265「ザ・ムリア、ムリア・リゾート＆ヴィラス、ヌサドゥア・バリ」
- 266「ザ・フェアモント　ケアラニ　マウイ」
- 267「ハイアット　リージェンシー　マウイリゾート　スパ」
- 268「ウェスティン マウイリゾート＆スパ」
- 269「シェラトン・マウイ・リゾート＆スパ」
- 270「アヤナ　リゾート・アンド・スパ　バリ」
- 271「リンバ　ジンバラン　バリ」
- 272「ソフィテル・バリ・ヌサドゥア」
- 273「ザ　サマヤ　スミニャック　バリ」
- 274「マンダリン　オリエンタル　マカオ」
- 275「バンヤンツリー・マカオ」
- 276「クラウンタワーズ」
- 277「ザ・ペニンシュラ香港」
- 278「ザ・リッツ・カールトン東京」
- 279「ザ・リッツ・カールトン京都」
- 280「ザ・リッツ・カールトン沖縄」
- 281「シェラトン　モルディブ　フルムーン　リゾート＆スパ」
- 282「コンスタンス・ハラヴェリ・モルディブ」
- 283「Ｗリトリート＆スパ　モルディブ」
- 284「ジタリ　リゾート　アンド　スパ　クダフナファル」
- 285「トランプ・インターナショナル・ホテル・ワイキキ・ビーチ・ウォーク」
- 286「ハレクラニ」
- 287「エンバシー・スイーツ　ワイキキ・ビーチ・ウォーク」
- 288「イリカイ・ホテル＆ラグジュアリー・スイーツ」
- 289「アリラ・ヴィラズ・ウルワツ」
- 290「アナンタラ・バリ・ウルワツ・リゾート＆スパ」
- 291「ザ・リッツ・カールトン・バリ」
- 292「ダブルシックス ラグジュアリー ホテル スミニャック」
- 293「ザ　モダン　ホノルル」
- 294「ザ　フェアント　ケアラニ　マウイ」
- 295「ウェスティン　マウイリゾート＆スパ」
- 296「ハレクラニ沖縄」
- 297 モアナサーフライダー
- 299 トランプインターナショナル　ホテルワイキキ
- 「セント・レジス・プリンスヴィル・リゾート」
- 「ウェスティン・プリンスヴィル・オーシャンリゾートヴィラ」
- 「シェラトン・カウアイ・リゾート」
- 「コア・ケア・ホテル＆リゾート」
- 「バージュ・アル・アラブ」
- 「アル・マハ・デザート・リゾート＆スパ」
- 「トランプ・インターナショナル」
- 「モアナ・サーフライダー」
- 「ロイヤル・ハワイアン」
- 「アウラニ・ディズニー・リゾート＆スパ　コオリナ・ハワイ」